# Norman MacCaig
Norman Alexander MacCaig, OBE (abweichende Schreibweise: Norman Alexander McCaig; * 14. November 1910 in Edinburgh; † 23. November 1996 ebenda) war ein aus Schottland stammender britischer Dichter, der unter dem Einfluss der englischen Metaphysical Poets und von Wallace Stevens in seinen Gedichten in einer bilderreichen Sprache Landschaft und Natur sowie die Grenzen von Sprache und Erkenntnis zu seinen Hauptthemen machte. Sein Frühwerk war von komplexen Metaphern geprägt. Seine folgenden Gedichte zeigten eine zunehmende Tendenz zum Persönlichen in der Darstellung subjektiv erlebter Ereignisse und konkreter Wahrnehmungen. Die späten Gedichte wiederum zeigen eine pessimistische Weltsicht, die eine melancholische Stimmung, Kritik an religiösen und philosophischen Metakonzepten, Ablehnung von Mythologisierung und allgemeingültigen Erklärungsmustern enthielten. Dagegen setzt MacCaig das bewusste Erlebnis des Moments. In den späten Gedichten entwickelte er zudem einen neuen Realismus und sprachskeptischen Tenor mit einer präzisen Wiedergabe und detailgetreuen Nachbildung des Geschehenen bei gleichzeitiger emotionaler Zurückhaltung.
MacCaig zählt mit Iain Crichton Smith, Edwin Morgan und Sorley MacLean zu den bedeutendsten Vertretern der schottischen Literatur der Nachkriegszeit und erhielt für seine Werke 1975 den Cholmondeley Award sowie 1986 die Queen’s Gold Medal for Poetry.

## Leben

### Lehrer, Beginn der literarischen Laufbahn und Zweiter Weltkrieg
Norman Alexander McCaig war der einzige Sohn und viertes Kind des Chemikers Robert McCaig (1880–1950?) und dessen Ehefrau Joan MacLeod (1879–1959). Sein Vater kam aus Dumfriesshire und seine Mutter stammte aus Scalpay auf den Äußeren Hebriden. Wenige Monate vor seinem fünften Geburtstag wurde er in die Grundschule der Royal High School in Edinburgh eingeschult und wechselte von dort 1922 in die Oberstufe. 1928 begann er ein Studium im Fach Klassische Altertumswissenschaft an der University of Edinburgh, das er 1932 mit einem Bachelor of Arts (BA) mit Auszeichnung abschloss. Anschließend absolvierte er eine Lehrerausbildung am Moray House School of Education der University of Edinburgh. Die von der Weltwirtschaftskrise geprägten 1930er Jahre waren jedoch eine schwierige Zeit, um Lehrer zu werden. Da er keinen Vollzeitjob als Lehrer für Klassische Altertumswissenschaft finden konnte, nahm er eine Reihe von Teilzeitstellen an. Einige Jahre lang unterrichtete er Latein, darunter eine Zeit an der Portobello High School, wo der Kunstlehrer George Findlay McKenzie ein Porträt von ihm malte, das heute in der School of Scottish Studies der Universität Edinburgh hängt. Nach einer Reihe von befristeten Stellen nahm er eine schließlich eine feste Stelle an der Grundschule von Craiglockhart südwestlich von Edinburgh an und unterrichtete danach bis 1970 ausschließlich an Grundschulen.
McCaig hatte seit seinen Abschlussjahren an der Royal High School Gedichte über das geschrieben, was er „eine ausgefeilte und zunehmende Schrecklichkeit“ (‚an elaborate and increasing awfulness‘) nannte, und in den 1930er und frühen 1940er Jahren engagierte er sich für die kurzlebige Autorenbewegung New Apocalypse, der neben ihm insbesondere J. F. Hendry, Henry Treece und George Sutherland Fraser angehörten. Von der Bewegung wurden seine ersten Gedichte 1939 in der Anthologie The New Apocalypse veröffentlicht. Im Anschluss erschienen die beiden Bücher, Far Cry (1943) und The Inward Eye (1946), in denen seine verschiedenen periodischen Veröffentlichungen gesammelt und ergänzt wurden. Sie alle spiegelten seine Verbindung mit der New Apocalypse-Bewegung wider und waren Veröffentlichungen, die er später unbedingt verleugnen wollte. Viele Jahre später erklärte er, dass diese beiden Bücher keine Offenbarung, sondern eine Verdunkelung darstellten, und wies sie vollständig zurück. In der Folgezeit trennte er sich von der Bewegung auf der Suche nach Antworten, die er aus Sicht nicht in der New Apocalypse Movement. Dies trug dazu bei, dass keines der Gedichte aus diesen beiden Büchern in seinen Selected Poems (1971) und aus den späteren Collected Poems (1985) erschien.
Während des Zweiten Weltkrieges war McCaig Kriegsdienstverweigerer, wenn auch nicht aus religiösen Gründen, weil er, wie er in einem Interview behauptete, „als Atheist geboren wurde“ (‚I was born an atheist‘). Dennoch war er Pazifist und lehnte den Krieg aus humanistischen Gründen ab und bestand darauf, dass ihn nichts davon überzeugen könne, „Bomben auf Hamburg zu werfen“ (‚drop bombs on Hamburg‘). Als er 1941 eingezogen wurde, verweigerte er den Wehrdienst. Vor dem Tribunal erklärte er sich jedoch bereit, nichtmilitärische Arbeit zu leisten, und wurde in ein Korps eingezogen, das nicht an Kriegseinsätzen beteiligt war. Als er später gebeten wurde, Panzer zu warten, weigerte er sich und wurde vor ein Kriegsgericht gestellt. Infolgedessen wurde er kurzzeitig im Gefängnis von Winchester (HM Prison Winchester) und dann in Wormwood Scrubs (HM Prison Wormwood Scrubs) in White City inhaftiert, wo er die offiziell vorgeschriebenen drei Monate verbrachte, bevor er freigelassen und als Gärtner zur „Kriegsarbeit“ geschickt wurde.

### Nachkriegszeit,Scottish Renaissanceund erste Gedichtbände
In den Nachkriegsjahren nahm McCaig seine Tätigkeit als Lehrer wieder auf. Trotz Hugh MacDiarmids Behauptung, die Kriegsdienstverweigerung habe McCaigs Leben ruiniert, genoss McCaig seine Jahre als Grundschullehrer, die ihm vielleicht die Freiheit zum Denken und Schreiben gab, die ihm der geistig anspruchsvollere und zeitaufwändigere Gymnasialunterricht wahrscheinlich erschwert hätte. MacCaig besuchte in den 1940er und 1950er Jahren die verschiedenen Bars in der Rose Street in Edinburgh, wo er sich mit anderen schottischen Dichtern unterhielt – Hugh MacDiarmid, Sorley Maclean, Sidney Goodsir Smith, Tom Scott, George Mackay Brown und andere. Später lernte er Iain Crichton Smith kennen und schloss noch später eine herzliche Freundschaft mit Seamus Heaney. Die Autorenbewegung Scottish Renaissance, die MacDiarmid in den 1920er Jahren förderte und der unter anderem Violet Jacob, Edwin Muir, Robert Garioch, Edwin Morgan, Alexander Gray, Neil M. Gunn, George Blake, Archibald Joseph Cronin, Eric Linklater, Lewis Grassic Gibbon, Catherine Carswell, Willa Muir, Naomi Mitchison angehörten, zielte darauf ab, den Gebrauch der schottischen Sprache in der zeitgenössischen Literatur wiederzubeleben und sie gleichzeitig von der Sentimentalität der „Kailyard“-Schule zu distanzieren. Trotz seiner Bewunderung für MacDiarmid war Norman nicht davon überzeugt, dass er in einer anderen Sprache schreiben sollte, und seine eigene Sprache, so behauptete er oft, sei Englisch. Außerdem sympathisierte er nicht mehr mit den politischen Interessen seines Freundes und bezeichnete sich selbst als „apolitisch“. Trotzdem ging er 1967 mit MacDiarmid nach New York und zählte ihn zu seinen engsten Freunden.
Irgendwann zwischen 1946 und 1955 übernahm McCaig die Schreibweise MacCaig, die er für seine Veröffentlichungen verwendete, wobei er das Original für Familienangelegenheiten behielt. Als er nach der Änderung gefragt wurde, antwortete er im Allgemeinen, dass dies darauf zurückzuführen sei, dass die Leute es immer wieder falsch geschrieben hätten. Sein wirklich poetisches Debüt gab er 1955 mit der Veröffentlichung von Riding Lights. Die Gedichte in diesem Buch zeigen ein Bewusstsein für die Natur in ihrer ganzen Vielfalt, für den Zyklus der Monate und Jahreszeiten, und in fast jedem Gedicht ist der Dichter selbst auf irgendeine Weise präsent. Die Gedichte bewegen sich zwischen Edinburgh, MacCaigs physischer Heimat, und den Highlands und Inseln seiner spirituellen Heimat. Sie umfassen Landschaft und Geschichte sowie die sorgfältig geschnitzten Kameen der vertrauten Natur. Die Bildsprache ist farbenfroh und auffällig, wie in „End of a Cold Night“:
The pond has closed its frozen eyelid,

The grass clump clenched its frozen claws.
Der Teich hat sein gefrorenes Augenlid geschlossen,

Der Grasbüschel ballte seine gefrorenen Klauen.
Die meisten Gedichte in diesem Band bestehen aus formal reimenden vierzeiligen Strophen, mit gelegentlichem Einfall von sechs-, acht- oder zwölfzeiligen Strophen. Manchmal gibt es keine Reime, manchmal wird Assonanz verwendet. Die strukturelle Formalität von Riding Lights wird in den nächsten drei Bänden The Sinai Sort (1957), A Common Grace (1960) und A Round of Applause (1962) beibehalten, wenn auch mit zunehmender Vielfalt.

### 1960er und 1970er Jahre: Entwicklung einer eigenen Art von freien Versen
Mitte der sechziger Jahre jedoch gibt es in Measures (1965) eine merkliche Betonung verschiedener Formen, und als Surroundings 1966 veröffentlicht wurde, schien MacCaig eine schmerzlose Umstellung auf die Verwendung freier Verse vollbracht zu haben. Als er über seinen allmählichen Übergang zu seiner eigenen Art von freien Versen sprach, kommentierte er: „Wie viele Gedichte in freien Versen werden durch das Fehlen eines durchgängigen Rhythmus ruiniert, um das Ganze zu artikulieren, und durch Zeilenenden, die rein willkürlich sind und keinen Zweck als funktionalen Zweck erfüllen, was auch immer“ (‚How many free verse poems are ruined by the lack of a thorough-going rhythm to articulate the whole and by line-endings which are purely arbitrary and serve no functional purpose whatever‘). Diese Bemerkung fasst die Bedeutung des Rhythmus für ihn in all seiner Dichtung zusammen, formal oder frei. 1967 wurde er zum Fellow für kreatives Schreiben an der University of Edinburgh ernannt und übernahm nach Beendigung dieser Tätigkeit 1969 die Stelle als Schulleiter der Inch-Grundschule in Liberton im Süden von Edinburgh. Im folgenden Jahr verließ er 1970 das Lehramt jedoch endgültig, als er zuerst als Dozent und dann als Lektor für Poesie an die erst 1967 gegründete University of Stirling berufen wurde, wo er bis zu seiner Pensionierung 1978 lehrte. Er erhielt für seine Werke 1975 den Cholmondeley Award. Während dieser Zeit und für die nächsten zehn Jahre blieb er dort und verfasste Gedichte, die in weiteren acht Bände wurden in ziemlich regelmäßigen Abständen veröffentlicht wurden. Der letzte und sechzehnte dieser Bände, Voice-over, erschien im Jahr 1988.
MacCaig war im Wesentlichen ein Verfasser kurzer Gedichte, und während seiner gesamten Karriere fuhr er mit seinen Beschreibungen von Landschaften und Orten fort und wählte als seine Themen die lebende Welt um ihn herum – Tiere, Vögel, Blumen und Menschen – und behandelte sie mit Verständnis und Mitgefühl. Er war bekannt für seinen bissigen Witz, obwohl er sich selbst häufig als „im Herzen ein großer Weichling“ (‚a big softy at heart‘) bezeichnete. Diese beiden Qualitäten sind in dem Gedicht „Responsibility“ offensichtlich:
They left the horse standing for two days

with a shattered leg

till the vet signed a paper.

Then they dug a hole beside it

and put a bullet in its skull. …

This could have been worse only

if they had had to wait

till the horse signed a paper.

Some day they’ll dig a hole

near enough to the vet’s bed, for him to know it's there.
Sie ließen das Pferd zwei Tage lang stehen

mit zerschmettertem Bein

Bis der Tierarzt ein Papier unterschrieb.

Dann gruben sie daneben ein Loch

und schießen ihm eine Kugel in den Schädel. …

Das hätte nur schlimmer sein können

wenn sie hätten warten müssen

bis das Pferd ein Papier unterschrieb.

Eines Tages werden sie ein Loch graben

nahe genug am Bett des Tierarztes, damit er weiß, dass es da ist.
Hier ist das ausgeprägte rhythmische Muster und die Parallelisierung des Todes des Pferdes mit dem des Tierarztes typisch für MacCaigs freie Verse dieser Zeit.

### Literarisches Spätwerk und Ehrungen
Als MacCaig älter wurde und Freunde wie MacDiarmid und Angus MacLeod starben, begannen seine Gedichte, Vorstellungen von Alter und Tod zu reflektieren. In seinen Sommern außerhalb von Edinburgh in der wilden Landschaft von Sutherland war MacLeod sein bester Freund und MacCaig fand seinen Verlust schwer zu ertragen. Die Sequenz von „Poems for Angus“ in The Equal Skies (1980) umfasst einige seiner schönsten und bewegendsten Werke. Sie bringen die Schlichtheit seiner Erinnerungen an MacLeod zum Ausdruck, dargestellt in „In Memoriam“ als „ein oberster Ast … am größten Baum in meinem Garten“, der, obwohl abgebrochen, von den „lebenden Ästen“ gehalten wird. Sein Gefühl des Verlustes wird in „Angus’s Dog“ intensiviert:
in that blank no-time, no-place where

you can't even greet your master.
in diesem leeren Nicht-Zeit, Nicht-Ort wo

du deinen Meister nicht einmal grüßen kannst.
In den letzten fünfzehn Jahren seines Lebens erhielt MacCaig mit Ehrendoktorwürden der University of Stirling, University of Edinburgh, University of St Andrews und University of Dundee beträchtliche öffentliche Anerkennung. 1979 wurde ihm das Offizierskreuz des Order of the British Empire (OBE) verliehen. 1986 wurde er zudem mit der Queen’s Gold Medal for Poetry ausgezeichnet. Obwohl er weder auf Gälisch noch auf Schottisch schrieb, war MacCaig einer der einflussreichsten schottischen Dichter, die in der zweiten Hälfte des zwanzigsten Jahrhunderts schrieben, und zählt mit Iain Crichton Smith, Edwin Morgan und Sorley MacLean zu den bedeutendsten Vertretern der schottischen Literatur der Nachkriegszeit. Er schrieb auf Englisch und feierte dennoch die schottische Landschaft, die schottischen Charaktere, die schottische Musik und die schottische Kultur.
Am 6. April 1940 heiratete McCaig Isabel Robina Munro (1910–1990), eine Lehrerin, die er an der Universität kennengelernt hatte, und sie ließen sich in einem Haus in der Broughton Street in Edinburgh nieder. Sie hatten zwei Kinder, Joan, geboren 1942, und Ewen, geboren 1944. McCaig lebte sein ganzes Leben in Edinburgh, verbrachte aber, „ein Dreiviertel-Gäle“, die meisten seiner Sommer in einem Häuschen in Achmelvich die Küste von Sutherland. Norman MacCaig erholte sich nie wirklich vom Tod seiner Frau im Jahr 1990. Drei Jahre später erlitt er einen leichten Schlaganfall und konnte nicht mehr schreiben. Anfang 1996 erlitt er einen weiteren Schlaganfall und wurde in das Astley Ainslie Hospital in Edinburgh gebracht, wo er am 23. Januar 1996 starb. Er wurde am 29. Januar 1996 im Krematorium Warriston in Edinburgh eingeäschert. Obwohl MacCaig immer erklärte, er habe alle Gedichte weggeworfen, die er nicht veröffentlichen wollte, entdeckte sein Sohn Ewen McCaig nach seinem Tod eine Menge unveröffentlichten Materials, das heute Teil des Norman MacCaig-Archivs der Universität Edinburgh ist.

## Veröffentlichungen
Zu weiteren bekannten Gedichten gehören „Brackloch“, „Drinking Fountain“, „Things in Each Other“, „Upper Circle“, „Walking in a Rain Storm“, „A Good Day“, „Beach Talk“ und „A Living Poetry“.
Zu seinen Veröffentlichungen gehören unter anderem:
- Far cry. Poems, 1943
- The inward eye, 1946
- Riding lights. Poems, 1955
- The Sinai sort. Poems, 1957
- Honour’d shade. An anthology of new Scottish poetry to mark the bicentenary of the birth of Robert Burns, 1959
- A common grace, 1960
- A round of applause, 1962
- Measures, 1965
- Surroundings, 1966
- Poems by Hugh MacDiarmid & Norman MacCaig, 1967
- Rings on a tree, 1968
- A man in my position, 1969[13]
- Contemporary Scottish Verse, 1959–69, 1970
- Three manuscript poems, 1970
- Midnights, 1970
- Selected poems, 1971
- The way I say it. Poems, 1973
- The white bird, 1973
- The world’s room, 1974
- My way of it, 1976
- Tree of strings, 1977
- Old maps and new. Selected poems, 1978
- The equal skies, 1980
- A world of difference 1983
- Collected poems, 1985
- Voice-over, 1988
- Three Scottish poets, Mitautoren Edwin Morgan, Liz Lochhead, 1992

posthum
- The Poems of Norman MacCaig, 2005
- 19 Poems of Norman MacCaig. A Commentary, 2006
- The many days. Selected poems of Norman MacCaig, 2010
- Between Mountain and Sea. Poems from Assynt, Mitautoren Roderick Watson, Ewen McCaig, 2010

## Hintergrundliteratur
- Hugh MacDiarmid: The poetry of Norman MacCaig, 1968
- Erik Frykman: „Unemphatic marvels“. A study of Norman MacCaig’s poetry, 1977
- Roderick Watson: The poetry of Norman MacCaig, 1989
- Joy Hendry: Norman MacCaig. Critical essays, 1990
- Anette Degott-Reinhardt: Norman MacCaigs lyrisches Werk. Eine formanalytische Untersuchung, 1994
- Joy Hendry: Norman MacCaig, a Celebration. Tributes from Writers in Honour of Norman MacCaig’s Birthday, 1995
- Marjory McNeill: Norman MacCaig. A study of his life and work, 1996
- Roderick Watson: Norman rules apply. Norman MacCaig, 2004
- Gero von Wilpert: Lexikon der Weltliteratur. Fremdsprachige Autoren, S. 1103, Band II L–Z, Stuttgart 2004, 2008, ISBN 978-3-520-84301-2
- The Royal Society of Edinburgh (Hrsg.): Former Fellows of The Royal Society of Edinburgh 1783–2002. Edinburgh 2006, ISBN 0-902198-84-X (englisch, royalsoced.org.uk (Memento vom 4. März 2016 im Internet Archive) [PDF; 1,7 MB; abgerufen am 27. Februar 2022]).
- Ewen McCaig, Alan Taylor: Poems of Norman MacCaig, 2009
- Alasdair D. F. Macrae: Norman MacCaig, 2010